# 28. pješačka divizija (Njemačko Carstvo)
28. pješačka divizija je bila postrojba pruske i njemačke carske vojske. Gotovo u potpunosti bila je popunjena ljudstvom iz Velikog Vojvodstva Badena. Formirana je u Karlsruheu 1. srpnja 1871. Divizija je u mirnodopskim vremenima bila podređena 14. korpusu (XIV. Armeekorps). i imala je i konjaništvo. Bila je veličine do 15.000 pripadnika. Do 2. kolovoza 1914. nosila je naslov 28. divizija (nje. 28. Division), a nakon toga 28. pješačka divizija (nje. 28. Infanterie-Division). Istaknuti zapovjednici ove divizije bili su Paul von Hindenburg i Max von Fabeck. Raspuštena je 1919. godine demobilizacijom njemačke vojske poslije Prvog svjetskog rata.